# Ubezpieczenie komunikacyjne

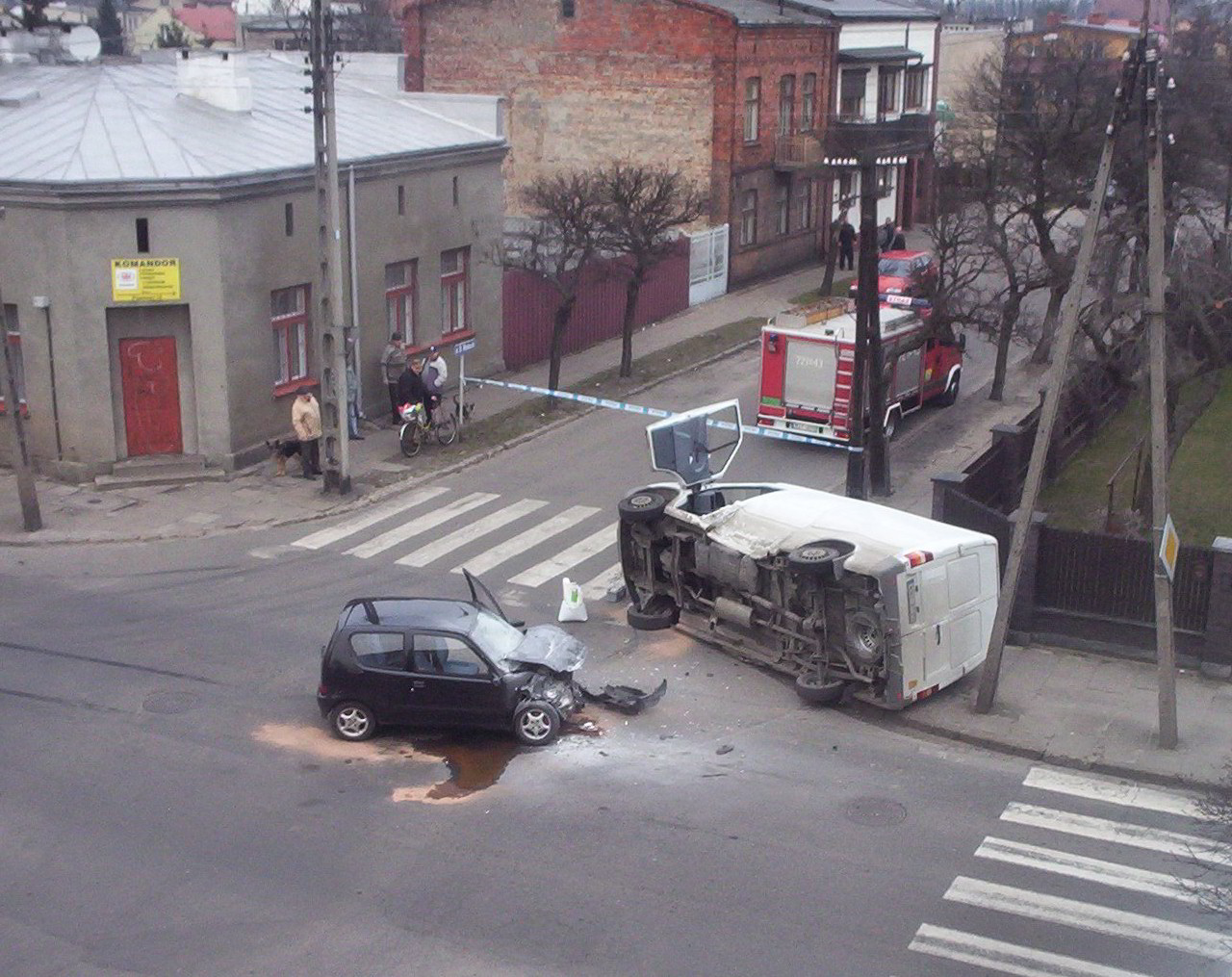
Wypadek drogowy (Żyrardów, 2008)

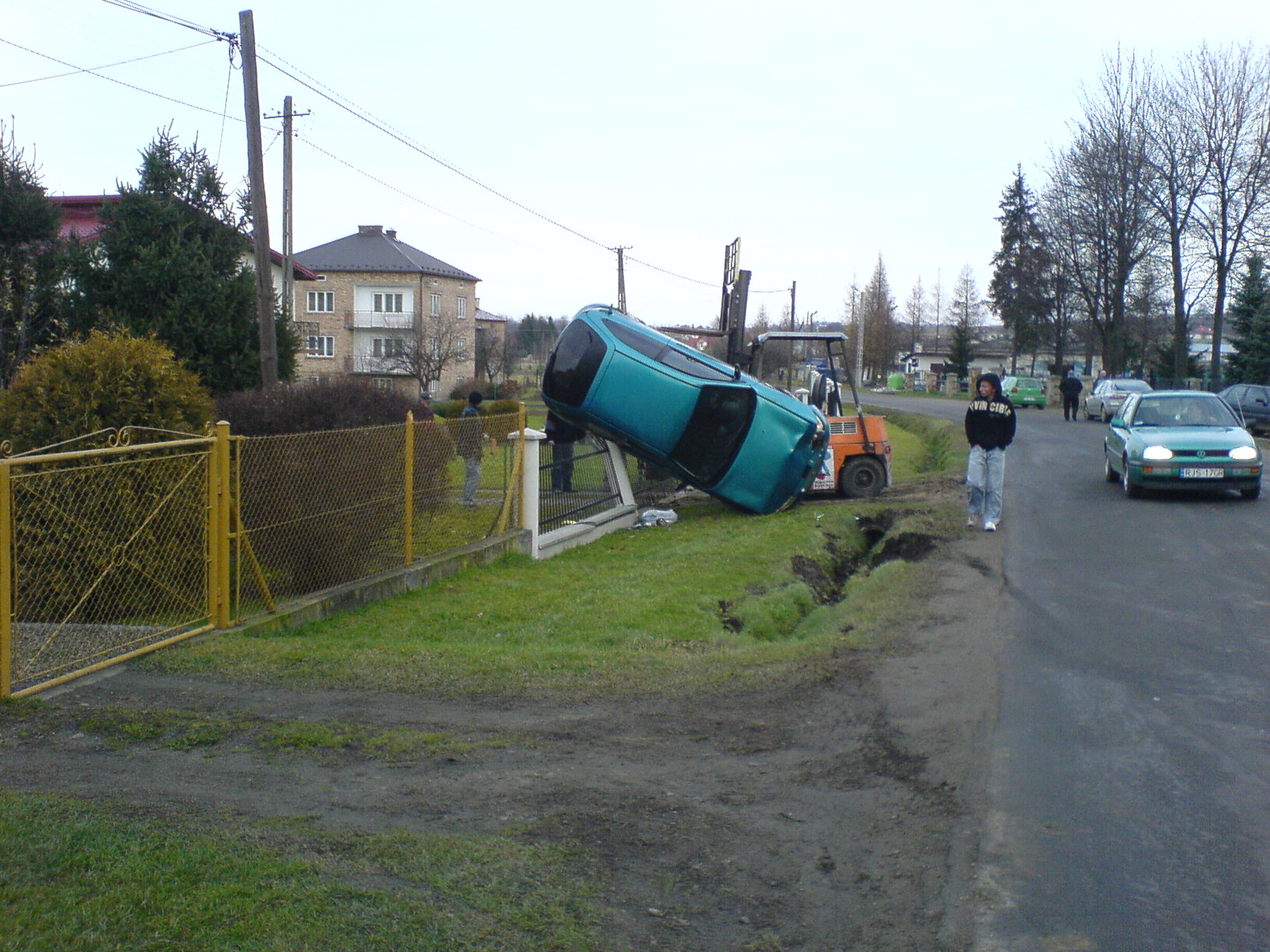
Wypadek

Ubezpieczenie komunikacyjne – należy do segmentu ubezpieczeń majątkowych działu II (tzw. Pozostałe ubezpieczenia osobowe oraz ubezpieczenia majątkowe) określonych w ustawie z dnia 22 maja 2003 r. o ubezpieczeniach obowiązkowych, Ubezpieczeniowym Funduszu Gwarancyjnym i Polskim Biurze Ubezpieczycieli Komunikacyjnych.
Do podstawowych źródeł prawa regulujących kwestię ubezpieczeń komunikacyjnych należy również kodeks cywilny. Zagadnienie ubezpieczeń komunikacyjnych związane jest z ruchem lądowym odbywającym się przy użyciu pojazdów mechanicznych. Obejmuje ono ochronę ryzyk osób, które ruch ten naraża na straty i szkody osobowe i rzeczowe, w tym również w zakresie odpowiedzialności cywilnej. Obejmuje ono dwa rodzaje ubezpieczeń komunikacyjnych:
- Obowiązkowe ubezpieczenie: ubezpieczenie odpowiedzialności cywilnej (tak zwane ubezpieczenie OC);
- Dobrowolne ubezpieczenia, takie jak: autocasco (tak zwane ubezpieczenie AC), ubezpieczenie następstw nieszczęśliwych wypadków kierowcy i pasażerów pojazdów mechanicznych (tak zwane ubezpieczenie NNW), ubezpieczenie assistance komunikacyjne, ubezpieczenie ochrony prawnej, ubezpieczenie kosztów leczenia za granicą, ubezpieczenie bagażu i rzeczy osobistych podróżujących osób.

Ubezpieczenie OC jest obowiązkowe dla każdego posiadacza pojazdu mechanicznego w celu ubezpieczenia go od odpowiedzialności cywilnej za szkody powstałe w związku z ruchem pojazdu. Ubezpieczenie OC chroni majątek ubezpieczonych oraz zapewnia pokrycie szkód poniesionych przez poszkodowanych. Obligatoryjny charakter tego ubezpieczenia oznacza, że właściciele pojazdów są objęci obowiązkiem zawarcia umowy ubezpieczenia, a zakłady ubezpieczeń – obowiązkiem przyjęcia oferty osób ubezpieczających swoją odpowiedzialność cywilną.
Innym ubezpieczeniem komunikacyjnym jest tak zwane ubezpieczenie AC, które jest ubezpieczeniem dobrowolnym, a dzięki któremu ubezpieczyciel pokrywa koszty, np. naprawy samochodu po wypadku, który spowodował sam ubezpieczający się.
Ubezpieczenia komunikacyjne stanowią najważniejszy segment polskiego rynku ubezpieczeń i od wielu lat obejmują ponad 2/3 rynku ubezpieczeń majątkowych zarówno pod względem przypisu składki, jak i wypłaconych odszkodowań. Według danych Polskiej Izby Ubezpieczeń w 2010 łączna liczba polis w grupie 10 (OC) wynosiła 18,4 miliona i rosła w ciągu ostatnich 5 lat, a w grupie 3 (AC) wynosiła 5,4 miliona i również rosła w ciągu ostatnich 5 lat. Łączny przypis składek brutto ubezpieczeń komunikacyjnych w 27 krajach Unii Europejskiej szacowany był na 118 miliardów EUR. Blisko 3% tej kwoty wnosiła Polska, której przypis liczył 3,5 miliarda EUR
.

## Historia ubezpieczeń komunikacyjnych
Mówiąc o początkach ubezpieczeń komunikacyjnych, trzeba sięgnąć do historii ubezpieczeń OC (odpowiedzialności cywilnej) w ogóle. Pierwsze z nich pojawiło się we Francji w 1825 roku i było ono związane z transportem konnym. Dziedzina ubezpieczeń rozwijała się z biegiem lat w wielu krajach, jednak głównie dotyczyła przedsiębiorców. Akty prawne chroniły ich przed ewentualną wypłatą odszkodowania za wypadek przy pracy osób trzecich.
Ze względu na rozwój motoryzacji i coraz więcej pojawiających się pojazdów na ulicach, powstał segment ubezpieczeń odpowiedzialności cywilnej związanej z ruchem samochodowym. Początkowo taki rodzaj zabezpieczenia był dobrowolny. Pierwsze ubezpieczenie OC dotyczące pojazdów pojawiło się w Anglii w 1898 roku i zaczęło być coraz bardziej popularne w innych rozwiniętych państwach. Aby egzekwowanie pieniędzy od sprawcy było prostsze i realnie wspierały poszkodowanych w wypadkach samochodowych, konieczne było wprowadzenie obowiązkowego OC. Pierwszym krajem, który zdecydował się na taki ruch, była Szwajcaria. Obowiązek odpowiedzialności cywilnej z ruchu pojazdów mechanicznych stał się faktem od 7 kwietnia 1914 roku. Warto jednak wspomnieć, że początkowo rolą ubezpieczenia było zapewnienie ochrony transportu publicznego, dopiero później dotyczyło to pojazdów osobowych.
Kolejne kraje brały przykład ze Szwajcarii i tym sposobem ubezpieczenie OC stało się coraz bardziej popularne. W Polsce obowiązek OC transportu publicznego pojawił się 14 marca 1932 roku, który rozszerzono nieco później. Dopiero od 1962 roku był powszechny obowiązek ubezpieczenia.

## Zakres ubezpieczenia OC
Ubezpieczenie OC to obowiązek każdego posiadacza pojazdu mechanicznego. Ma na celu zapewnienie wypłaty odszkodowania, jeśli kierujący samochodem wyrządzi szkodę osobie trzeciej w ruchu drogowym. Dotyczy to nie tylko sytuacji, w których pojazdy poruszały się po drogach publicznych. Wypłata odszkodowania może dotyczyć też szkód, do których doszło np. w wyniku wysiadania lub wsiadania do pojazdu, w trakcie załadunku lub wyładunku, a także w momencie postoju lub zatrzymania samochodu.
Zakres ubezpieczenia OC jest uregulowany ustawowo, dlatego jest on taki sam niezależnie od towarzystwa, z którym podpisuje się umowę. To oznacza, że odszkodowanie z OC przysługuje, jeśli – zgodnie z art. 34 Ustawy o ubezpieczeniach obowiązkowych Ubezpieczeniowym Funduszu Gwarancyjnym i Polskim Biurze Ubezpieczycieli Komunikacyjnych (Dz.U.2022.0.2277) – „posiadacz lub kierujący pojazdem mechanicznym są obowiązani do odszkodowania za wyrządzoną w związku z ruchem tego pojazdu szkodę, będącą następstwem śmierci, uszkodzenia ciała, rozstroju zdrowia bądź też utraty, zniszczenia lub uszkodzenia mienia”.
Warto wiedzieć, że nie zawsze ubezpieczyciel weźmie odpowiedzialność za powstałe szkody. Przed podpisaniem umowy konieczne jest zapoznanie się z listą zdarzeń, za które nie należy się wypłata świadczenia.
Umowa ubezpieczenia OC podpisywana jest na 12 miesięcy. W określonych przypadkach można też wykupić tzw. ubezpieczenie krótkoterminowe. Dotyczy to np. pojazdów zabytkowych, zarejestrowanych czasowo oraz pojazdów do jazd testowych. Wszystkie sytuacje, w których można wykupić OC krótkoterminowe, zawarte są we wspomnianej wcześniej ustawie, a konkretniej w Art. 27.

## Zakres ubezpieczenia AC
Ze względu na to, że autocasco jest dobrowolne, towarzystwo ubezpieczeniowe może samodzielnie ustalać jego zakres ochrony. Nie jest on regulowany prawnie. Najczęściej jednak ubezpieczenie obejmuje uszkodzenie i zniszczenie pojazdu powstałe na skutek wypadku czy kolizji, kradzieży, szkód wyrządzonych przez osoby trzecie (np. wandalizm) oraz zdarzeń losowych (np. pożaru, huraganu, zalania). Zakres ochrony znajduje się w Ogólnych Warunkach Ubezpieczenia dotyczących konkretnego produktu w danym towarzystwie ubezpieczeniowym.
Podobnie jak w przypadku ubezpieczenia OC, umowa podpisana z konkretnym zakładem obowiązuje 12 miesięcy. Istnieją jednak takie warianty, które mogą działać przez krótszy czas.

## Wysokość składki ubezpieczeniowej OC
Cena za ubezpieczenie OC uzależniona jest od wielu czynników. Na podstawie informacji na temat kierowców i samego pojazdu, towarzystwo wylicza ryzyko ubezpieczeniowe. Pod uwagę najczęściej brane są: szkodowość, wiek właściciela pojazdu, oraz model, marka i rok produkcji auta. Nie bez znaczenia jest również miejsce zamieszkania. Towarzystwa ubezpieczeniowe analizują liczbę wypadków samochodowych w danym województwie i mieście. Przykładowo, w 2021 roku najwyższa liczba zdarzeń drogowych dotyczyła Mazowsza. Z tego powodu cena składki w tym regionie może być wyższa niż w innych miastach.